# Sonderkommando

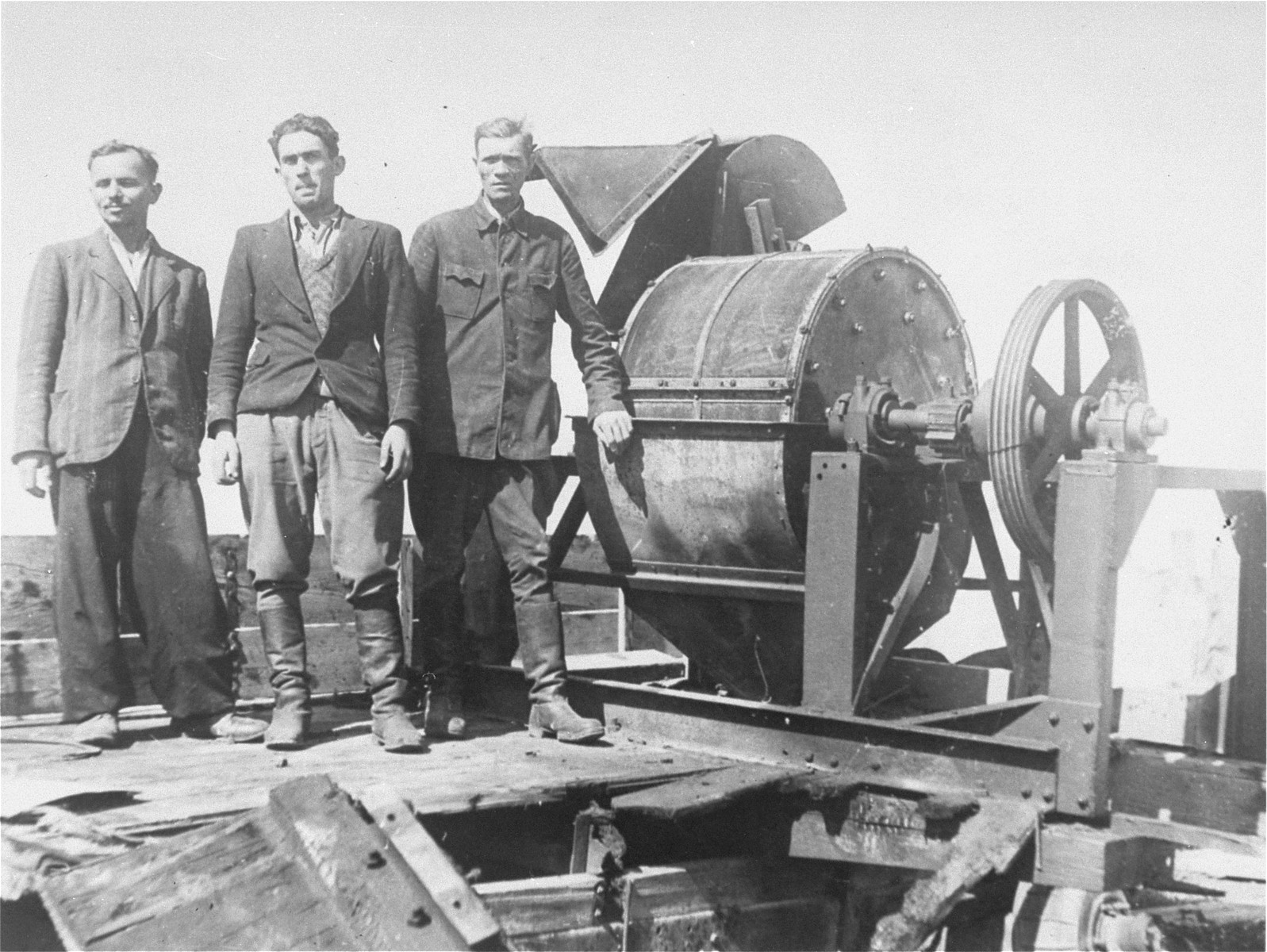
Členové sonderkommanda před drtičkou kostí (Janowska, 1944)

Sonderkommando (něm., česky zvláštní jednotka / komando) je časté obecné označení užívané v literatuře pro nebojové oddíly jednotek Waffen SS a příslušníků SD Heinricha Himmlera, které prováděly masakry civilistů a zajatých vojáků v týlu německých vojsk zpočátku v Polsku a později po celé Evropě. Ve vyhlazovacích táborech nacistického Německa se tímto termínem označovaly dočasné skupiny speciálních kommand – vězňů, tzv. „nositelů tajemství“, kteří žili odděleně v jiných lepších podmínkách a vykonávali nejdrastičtější manipulaci s lidmi. Měli na starost práci v plynových komorách jak při zplyňování, tak i spalování a pohřbívání mrtvol. Tvořili jej pouze vězňové, kteří měli dozor strážců a čas jejich života byl vyměřen zpravidla na tři až čtyři měsíce. Byli obvykle fyzicky a zejména psychicky silní, neboť manipulovali i se svými příbuznými. Celkově byli zdatní, dobře živení a téměř jen židovského původu (Sověti, Poláci, Češi i další národy). K tomu účelu byli vybíráni vedením tábora, popř. k tomuto trestnímu oddílu byli přeloženi za přestupky.

## Činnost Sonderkommand ve vyhlazovacích táborech
Práce členů sonderkommanda byla tou nejhroznější v táboře – museli vytahovat mrtvá těla z plynových komor, dopravovat je do pecí, popř. na hranice a pálit je, rovněž se starat o plynové komory, čistit je od krve a výkalů, odstraňovat z kremačních pecí popel, někdy ho dávat i do uren, ale také například vytrhávat mrtvým lidem zlaté zuby, skládat jejich ošacení a boty na hromady či také pomáhat lidem s vysvlékáním před smrtí. Ostatním vězňům v táboře byl kontakt s členy sonderkommand přísně zakázán, jejich členové byli od ostatních vždy izolováni. Stávalo se rovněž, že museli v pecích pálit i členy vlastní rodiny. Odmítnout však tuto práci udělat znamenalo téměř vždy být zastřelen či hozen živý do hořící pece.
Tyto oddíly byly vytvářeny ve všech německých vyhlazovacích táborech – Auschwitz-Birkenau, Chełmno, Belzec, Treblinka, Sobibór, Lublin-Majdanek. Další sonderkommanda vznikala v rámci tzv. Akce 1005 (Aktion 1005), jejímž cílem bylo zahlazení stop po masových vraždách napáchaných nacisty ve východní Evropě. Tato sonderkommanda operovala na území Polska a okupovaných územích Sovětského svazu, později i v někdejší Jugoslávii. Nacisté ve snaze o zametení stop členy sonderkommand postupně zabíjeli, aby nemohli vynášet informace dál. Mnohým se však hrozná svědectví podařilo i přesto vynést z tábora pryč a někteří členové sonderkommand i konec války přežili.

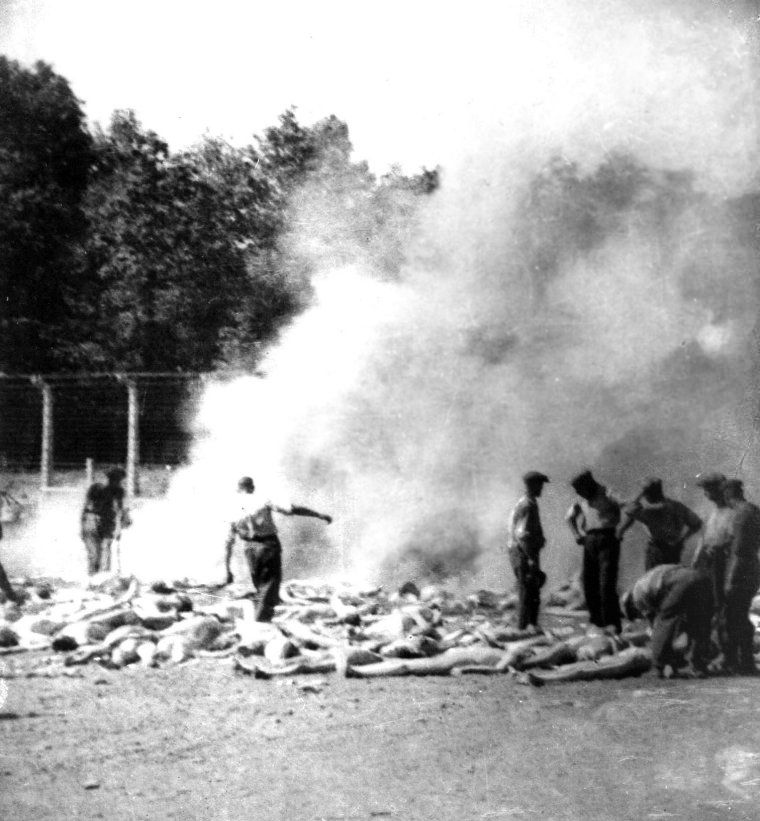
Sonderkommando při pálení těl (Auschwitz-Birkenau, 1944)

Vězeň Erich Kulka, který věznění v několika táborech přežil a s některými členy sonderkommanda se osobně znal, vzpomíná:
„Sonderkommando bylo od ostatních vězňů vždy isolováno a všem ostatním vězňům bylo zakázáno se s nimi stýkat. … Povaha práce měla na duševní stav lidí zhoubný vliv. Otupěli, stali se bezcitnými a dokonce jejich fysiognomie se změnila tak, že jeden podobal se surovým výrazem druhému. Každé Sonderkommando bylo automaticky odsouzeno k smrti.“

## Odraz v umění

### Kinematografie
Maďarský snímek Saulův syn (Saul fia, 2015) zobrazuje příběh příslušníka sonderkommanda.